# コシク
コシク（朝: 코식、1990年 - ）は、大韓民国京畿道龍仁市のテーマパークエバーランドで飼育されているオスのアジアゾウである。この象は「人間の言葉をしゃべる象」として報道され、有名になった。
コシクは2006年9月、「人間の言葉を真似ることができる象」として全世界に報道された。この象は朝鮮語の「はい」(네）、「いいえ」（아니오）、「座る」（앉아）、「横たわる」（누워）の4つの単語に加え、他に4つの単語を人間の言葉を真似て発音することができた。コシクはその長い鼻を口の中に入れて、息を吐き出しながら振動させて、ちょうど人間が指笛を吹くときと同様の方法でこの発音を行っていた。
ソウルの動物園園長、クォン・スーワンはこの象について、「我々はコシクが話しているこれらの言葉の意味まで理解しているかどうか、飼育係や獣医師、科学者とともに研究する計画を立てている」と語った。